# Ixodes arebiensis
Ixodes arebiensis este o specie de căpușe din genul Ixodes, familia Ixodidae, descrisă de Joseph Charles Arthur în anul 1956. Conform Catalogue of Life specia Ixodes arebiensis nu are subspecii cunoscute.